# 埃尔斯特河畔法尔肯贝格
埃尔斯特河畔法尔肯贝格（德語：Falkenberg/Elster），通称法尔肯贝格（德語：Falkenberg，發音：[ˈfalkŋ̍ˌbɛʁk] ⓘ），是德国勃兰登堡州易北-埃尔斯特县的城市，面积82.16平方千米，2023年12月31日人口为6,205人。